# Feminisme cristià
El feminisme cristià o cristianisme feminista és un moviment dins la teologia feminista que busca augmentar l'entesa sobre temes de gènere des d'una perspectiva cristiana. Els que ho proposen argumenten que les contribucions per part de les dones són necessàries per a una entesa completa del cristianisme i sostenen que Déu no discrimina segons característiques biològicament determinades com el sexe i la raça. Principalment es busca destacar el paper de la dona en el context religiós, tot i que també es plantegen altres debats sobre l'ordenació de dona, la dominació masculina en el matrimoni cristià, el reconeixement d'igualtat d'habilitats espirituals i morals, els drets reproductius o la cerca d'una divinitat femenina o transcendent al gènere.
El terme igualitarisme cristià acostuma a ser preferit pels que defensen la igualtat de gènere entre cristians que no desitgen adherir-se al moviment feminista.

## Història
Algunes feministes cristianes sostenen que el principi de la igualtat de gènere estava present en els ensenyaments de Jesús i en els moviments cristians primitius, unes interpretacions dels orígens cristians que han estat sovint criticades per "projectar anacrònicament ideals contemporanis al primer segle." A l'edat mitjana, Juliana de Norwich i Hildegarda de Bingen van explorar la idea d'un poder diví amb aspectes tant masculins com femenins. Assajos feministes dels segles XV al XVII van criticar les objeccions al fet que les dones poguessin aprendre, ensenyar o predicar en un context religiós. Una d'aquestes protofeministes fou Anne Hutchinson, una dona que va ser expulsada de la colònia puritana de Massachusetts per ensenyar sobre la dignitat i els drets de la dona.
La primera onada del feminisme al segle xix i principis del XX va incloure un major interès sobre el paper de la dona en la religió. Les dones que estaven fent campanya pels seus drets van començar a qüestionar la seva inferioritat tant dins de l'església com en altres esferes justificades pels ensenyaments de l'església. Algunes feministes cristianes d'aquest període van ser Marie Maugeret, Katharine Bushnell, Catherine Booth, Frances Willard i Elizabeth Cady Stanton.